# Oakwood (Ohio)
La ville d'Oakwood est située dans le sud-ouest de l'Ohio, dans le comté de Montgomery, dans la banlieue sud de Dayton. Autrefois zone agricole occupée par quelques fermes, Oakwood est devenue une cité résidentielle d'environ 9 000 habitants.

## Jumelages
- Le Vésinet (France) depuis 1972.
- 🇨🇦Outremont (Canada) depuis 1976.

## Source
- (en) Cet article est partiellement ou en totalité issu de l’article de Wikipédia en anglais intitulé « Oakwood, Ohio » (voir la liste des auteurs).